# نظریه برخورد

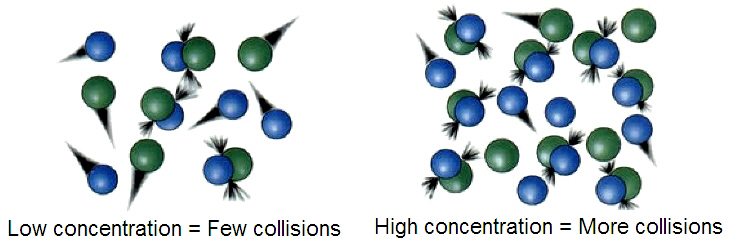
بر اساس این نظریه غلظت بیشتر موجب افزایش برخوردها و در نتیجه بالا رفتن سرعت واکنش می‌شود.

نظریه برخورد(به انگلیسی: Collision theory) نظریه ایست که به طور مستقل توسط دو شیمیدان به نام‌های ماکس تراوتز و ویلیام لوویس در سال‌های ۱۹۱۶ و ۱۹۱۸ ارائه شد. این نظریه چگونگی انجام یک واکنش شیمیایی را بیان می‌کند. بر اساس این نظریه، بر خورد بین ذرات مواد موجب ایجاد واکنش بین آن‌ها می‌شود. در نتیجه عواملی چون دما و غلظت روی سرعت واکنش اثر مستقیم دارد. در این نظریه اثر کاتالیست به این صورت توجیه می‌شود که با افزودن کاتالیست، انرژی کمتری برای انجام واکنش در برخورد بین ذرات نیاز است.
زمانی که کاتالیزوری در برخورد بین مولکول‌های واکنش‌دهنده نقش دارد، انرژی کمتری برای وقوع تغییر شیمیایی لازم است و بنابراین برخوردهای بیشتری انرژی کافی برای رخ دادن واکنش دارند. بنابراین نرخ واکنش افزایش می‌یابد.
نظریه برخورد به شدت با کینتیک شیمیایی در ارتباط است.
نظریه برخورد در ابتدا برای سیستم واکنش‌های گازی بدون رقت‌شدگی توسعه یافت. اما بیشتر واکنش‌ها شامل محلول‌ها می‌شوند، به عنوان مثال، واکنش‌های گازی در یک گاز بی‌اثر حامل و تقریباً تمام واکنش‌ها در محلول‌ها. فرکانس برخورد مولکول‌های حل‌شده در این محلول‌ها اکنون توسط دیفیوژن یا حرکت براونی مولکول‌های فردی کنترل می‌شود. جریان مولکول‌های دیفیوژنی از قوانین دیفیوژن فیک پیروی می‌کند. برای ذرات در یک محلول، یک مدل نمونه برای محاسبه فرکانس برخورد و نرخ کواگولاسیون مرتبط، معادله کواگولاسیون اسمولوخوفسکی است که توسط ماریان اسمولوخوفسکی در یک انتشار بنیادین در سال 1916 پیشنهاد شد. در این مدل، جریان فیک در حد زمان نامحدود برای شبیه‌سازی سرعت ذره نظریه برخورد استفاده می‌شود. جیشین چن در سال 2022 یک راه‌حل محدود زمانی برای جریان دیفیوژنی ارائه داد که به طور قابل توجهی فرکانس تخمینی برخورد دو ذره در یک محلول را تغییر می‌دهد.

## معادلات سرعت واکنش
سرعت واکنش دوتایی فاز گازی، A + B → محصول، که توسط نظریه برخورد پیش‌بینی شده است.